# Fregattenleutnant

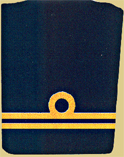
Dienstgradabzeichen eines Fregattenleutnants

Fregattenleutnant war ein Offiziersrang der k. (u.) k. Kriegsmarine. Er ersetzte 1908 die vorherige Bezeichnung Linienschiffsfähnrich und entsprach dem Oberleutnant des Landheeres. Sein Äquivalent in der deutschen Kaiserlichen Marine war der Oberleutnant zur See. Ihm ab 1916 nachgeordnet war der Korvettenleutnant, als Äquivalent zum Leutnant der Armee und reiner Reservedienstgrad (für Zivilseeleute mit einem Jahr Dienstzeit in der k.u.k. Kriegsmarine).
Die Bezeichnung erklärt sich aus der bis weit ins 19. Jahrhundert üblichen Einteilung der Kriegsschiffe in Größenklassen, angefangen von der Korvette über die Fregatte bis zum Linienschiff. In der österreichischen Kriegsmarine führte das zu dementsprechend gebildeten Titulaturen: Korvettenkapitän (Äquivalent zum Major, Rang identisch mit dem der deutschen Marine(n)), Fregattenkapitän (Oberstleutnant, Rang identisch mit dem der deutschen Marine(n)), und Linienschiffskapitän (bei den deutschen Marinen Kapitän zur See). 
In systematischer Entsprechung wurde in Österreich-Ungarn auch die Rangfolge der Marine-Subalternoffiziere wie folgt tituliert: Korvettenleutnant (ab 1916, reiner Reservedienstgrad und Äquivalent zum Leutnant [z. See]), Fregattenleutnant (entspricht dem Oberleutnant [zur See]) und Linienschiffsleutnant (entspricht dem Hauptmann bzw. deutschen Kapitänleutnant).
Der 1908 in Fregattenleutnant umbenannte Linienschiffsfähnrich war Mitte des 19. Jahrhunderts noch ranggleich mit dem Hauptmann 2. Klasse (bis 1849  Capitän-Lieutenant)gewesen. Der Fregattenfähnrich als Entsprechung des Unterleutnants bzw. Leutnants der Armee war bereits 1859/1860 entfallen.
Die Rangbezeichnung Fregattenleutnant wurde von einigen Nachfolgestaaten Österreich-Ungarns übernommen, so z. B. in der Marine Jugoslawiens und in der Kroatischen Marine. In letzterer folgen noch heute auch die Rangbezeichnungen der übrigen Marineoffiziere dem Vorbild der k. (u.) k. Kriegsmarine. 